# Grand Prix Formule 1 van Turkije 2020
De Grand Prix Formule 1 van Turkije 2020 werd verreden op 15 november op het Intercity Istanbul Park. Het was de veertiende race van het seizoen.

## Vrije trainingen

### Uitslagen
- Enkel de top vijf wordt weergegeven.

| Vrije training 1 | Pos. | Nr. | Coureur          | Constructeur     | Tijd     |
| ---------------- | ---- | --- | ---------------- | ---------------- | -------- |
| Vrije training 1 | 1    | 33  | Max Verstappen   | Red Bull-Honda   | 1:35.077 |
| Vrije training 1 | 2    | 23  | Alexander Albon  | Red Bull-Honda   | 1:35.318 |
| Vrije training 1 | 3    | 16  | Charles Leclerc  | Ferrari          | 1:35.507 |
| Vrije training 1 | 4    | 10  | Pierre Gasly     | AlphaTauri-Honda | 1:35.543 |
| Vrije training 1 | 5    | 5   | Sebastian Vettel | Ferrari          | 1:35.620 |
| Vrije training 2 | Pos. | Nr. | Coureur          | Constructeur     | Tijd     |
| Vrije training 2 | 1    | 33  | Max Verstappen   | Red Bull-Honda   | 1:28.330 |
| Vrije training 2 | 2    | 16  | Charles Leclerc  | Ferrari          | 1:28.731 |
| Vrije training 2 | 3    | 77  | Valtteri Bottas  | Mercedes         | 1:28.905 |
| Vrije training 2 | 4    | 44  | Lewis Hamilton   | Mercedes         | 1:29.180 |
| Vrije training 2 | 5    | 23  | Alexander Albon  | Red Bull-Honda   | 1:29.363 |
| Vrije training 3 | Pos. | Nr. | Coureur          | Constructeur     | Tijd     |
| Vrije training 3 | 1    | 33  | Max Verstappen   | Red Bull-Honda   | 1:48.485 |
| Vrije training 3 | 2    | 16  | Charles Leclerc  | Ferrari          | 1:49.430 |
| Vrije training 3 | 3    | 23  | Alexander Albon  | Red Bull-Honda   | 1:50.059 |
| Vrije training 3 | 4    | 31  | Esteban Ocon     | Renault          | 1:53.897 |
| Vrije training 3 | 5    | 4   | Lando Norris     | McLaren-Renault  | 1:53.995 |

## Kwalificatie
Nadat Max Verstappen P1 had behaald in vrije trainingen 1 tot en met 3 en in Q1 en Q2 moest hij in Q3 toezien hoe Lance Stroll als 101e coureur 
pole positie behaalde. Max Verstappen was vorig jaar in de GP van Hongarije de 100e coureur in de geschiedenis van de Formule 1 die pole positie behaalde.
| Pos.                     | Nr. | Coureur            | Constructeur              | Kwalificatietijden | Kwalificatietijden | Kwalificatietijden | Grid |
| Pos.                     | Nr. | Coureur            | Constructeur              | Q1                 | Q2                 | Q3                 | Grid |
| ------------------------ | --- | ------------------ | ------------------------- | ------------------ | ------------------ | ------------------ | ---- |
| 1                        | 18  | Lance Stroll       | Racing Point-BWT Mercedes | 2:07.467           | 1:53.372           | 1:47.765           | 1    |
| 2                        | 33  | Max Verstappen     | Red Bull-Honda            | 1:57.485           | 1:50.293           | 1:48.055           | 2    |
| 3                        | 11  | Sergio Pérez       | Racing Point-BWT Mercedes | 2:07.614           | 1:54.097           | 1:49.321           | 3    |
| 4                        | 23  | Alexander Albon    | Red Bull-Honda            | 1:59.431           | 1:52.282           | 1:50.448           | 4    |
| 5                        | 3   | Daniel Ricciardo   | Renault                   | 2:05.598           | 1:54.278           | 1:51.595           | 5    |
| 6                        | 44  | Lewis Hamilton     | Mercedes                  | 2:07.599           | 1:52.709           | 1:52.560           | 6    |
| 7                        | 31  | Esteban Ocon       | Renault                   | 2:06.115           | 1:53.657           | 1:52.622           | 7    |
| 8                        | 7   | Kimi Räikkönen     | Alfa Romeo-Ferrari        | 2:01.249           | 1:53.793           | 1:52.745           | 8    |
| 9                        | 77  | Valtteri Bottas    | Mercedes                  | 2:07.001           | 1:53.767           | 1:53.258           | 9    |
| 10                       | 99  | Antonio Giovinazzi | Alfa Romeo-Ferrari        | 2:07.341           | 1:53.431           | 1:57.226           | 10   |
| 11                       | 4   | Lando Norris       | McLaren-Renault           | 2:07.167           | 1:54.945           |                    | 14   |
| 12                       | 5   | Sebastian Vettel   | Ferrari                   | 2:03.356           | 1:55.169           |                    | 11   |
| 13                       | 55  | Carlos Sainz jr.   | McLaren-Renault           | 2:07.489           | 1:55.410           |                    | 15   |
| 14                       | 16  | Charles Leclerc    | Ferrari                   | 2:04.464           | 1:56.696           |                    | 12   |
| 15                       | 10  | Pierre Gasly       | AlphaTauri-Honda          | 2:05.579           | 1:58.556           |                    | 18   |
| 16                       | 20  | Kevin Magnussen    | Haas-Ferrari              | 2:08.007           |                    |                    | 13   |
| 17                       | 26  | Daniil Kvjat       | AlphaTauri-Honda          | 2:09.070           |                    |                    | 16   |
| 18                       | 63  | George Russell     | Williams-Mercedes         | 2:10.017           |                    |                    | Pit  |
| 19                       | 8   | Romain Grosjean    | Haas-Ferrari              | 2:12.909           |                    |                    | 17   |
| 20                       | 6   | Nicholas Latifi    | Williams-Mercedes         | 2:21.611           |                    |                    | Pit  |
| Q1 107% tijd: 2:05.709 * |     |                    |                           |                    |                    |                    |      |
| Bron: formula1.com       |     |                    |                           |                    |                    |                    |      |

* Omdat de kwalificatie op een natte baan werd gereden hoefde er niet binnen de 107% gereden te worden in Q1.

## Wedstrijd
De wedstrijd werd gewonnen door Lewis Hamilton die de 94ste overwinning in zijn carrière behaalde en ook zijn zevende wereldtitel. Hamilton heeft nu evenveel wereldtitels als Michael Schumacher.
| Pos.               | Nr. | Coureur            | Constructeur              | Rondes | Tijd / Oorzaak uitval | Grid | Punten |
| ------------------ | --- | ------------------ | ------------------------- | ------ | --------------------- | ---- | ------ |
| 1                  | 44  | Lewis Hamilton     | Mercedes                  | 58     | 1:42:19.313           | 6    | 25     |
| 2                  | 11  | Sergio Pérez       | Racing Point-BWT Mercedes | 58     | +31.633               | 3    | 18     |
| 3                  | 5   | Sebastian Vettel   | Ferrari                   | 58     | +31.960               | 11   | 15     |
| 4                  | 16  | Charles Leclerc    | Ferrari                   | 58     | +33.858               | 12   | 12     |
| 5                  | 55  | Carlos Sainz jr.   | McLaren-Renault           | 58     | +34.363               | 15   | 10     |
| 6                  | 33  | Max Verstappen     | Red Bull-Honda            | 58     | +44.873               | 2    | 8      |
| 7                  | 23  | Alexander Albon    | Red Bull-Honda            | 58     | +46.484               | 4    | 6      |
| 8                  | 4   | Lando Norris       | McLaren-Renault           | 58     | +1:01.259             | 14   | 5S     |
| 9                  | 18  | Lance Stroll       | Racing Point-BWT Mercedes | 58     | +1:12.353             | 1    | 2      |
| 10                 | 3   | Daniel Ricciardo   | Renault                   | 58     | +1:35.460             | 5    | 1      |
| 11                 | 31  | Esteban Ocon       | Renault                   | 57     | +1 ronde              | 7    |        |
| 12                 | 26  | Daniil Kvjat       | AlphaTauri-Honda          | 57     | +1 ronde              | 16   |        |
| 13                 | 10  | Pierre Gasly       | AlphaTauri-Honda          | 57     | +1 ronde              | 18   |        |
| 14                 | 77  | Valtteri Bottas    | Mercedes                  | 57     | +1 ronde              | 9    |        |
| 15                 | 7   | Kimi Räikkönen     | Alfa Romeo-Ferrari        | 57     | +1 ronde              | 8    |        |
| 16                 | 63  | George Russell     | Williams-Mercedes         | 57     | +1 ronde              | Pit  |        |
| 17                 | 20  | Kevin Magnussen    | Haas-Ferrari              | 55     | Uitgevallen*          | 13   |        |
| DNF                | 8   | Romain Grosjean    | Haas-Ferrari              | 49     | Schuiver / schade     | 17   |        |
| DNF                | 6   | Nicholas Latifi    | Williams-Mercedes         | 39     | Spin / schade         | Pit  |        |
| DNF                | 99  | Antonio Giovinazzi | Alfa Romeo-Ferrari        | 11     | Versnellingsbak       | 10   |        |
| Bron: formula1.com |     |                    |                           |        |                       |      |        |

S Lando Norris behaalde een extra punt voor het rijden van de snelste ronde.

* Kevin Magnussen werd wel geklasseerd aangezien hij meer dan 90% van de raceafstand had afgelegd.

## Tussenstanden wereldkampioenschap
Betreft tussenstanden voor het wereldkampioenschap na afloop van de race.

### Coureurs
| Pos. | Nr. | Coureur          | Constructeur              | Punten |
| ---- | --- | ---------------- | ------------------------- | ------ |
| 1    | 44  | Lewis Hamilton   | Mercedes                  | 307    |
| 2    | 77  | Valtteri Bottas  | Mercedes                  | 197    |
| 3    | 33  | Max Verstappen   | Red Bull-Honda            | 170    |
| 4    | 11  | Sergio Pérez     | Racing Point-BWT Mercedes | 100    |
| 5    | 16  | Charles Leclerc  | Ferrari                   | 97     |
| 6    | 3   | Daniel Ricciardo | Renault                   | 96     |
| 7    | 4   | Carlos Sainz jr. | McLaren-Renault           | 75     |
| 8    | 55  | Lando Norris     | McLaren-Renault           | 74     |
| 9    | 23  | Alexander Albon  | Red Bull-Honda            | 70     |
| 10   | 10  | Pierre Gasly     | AlphaTauri-Honda          | 63     |

### Constructeurs
| Pos. | Constructeur              | Punten    |
| ---- | ------------------------- | --------- |
| 1    | Mercedes                  | 504       |
| 2    | Red Bull-Honda            | 240       |
| 3    | Racing Point-BWT Mercedes | 154 (169) |
| 4    | McLaren-Renault           | 149       |
| 5    | Renault                   | 136       |
| 6    | Ferrari                   | 130       |
| 7    | AlphaTauri-Honda          | 89        |
| 8    | Alfa Romeo-Ferrari        | 8         |
| 9    | Haas-Ferrari              | 3         |
| 10   | Williams-Mercedes         | 0         |